# Хризостом (Пападопулос)
Митрополи́т Хризосто́м Пападо́пулос (греч. Μητροπολίτης Χρυσόστομος Παπαδόπουλος; 13 января 1933, Митилини — 11 сентября 2004, Эгейское море) — епископ Александрийской православной церкви; митрополит Карфагенский (1997—2004).

## Биография
Родился 13 января 1933 года в городе Митилини на острове Лесбос, в Греции.
В 1957 году митрополитом Филадельфийским Иаковом (Дзанаварисом) был хиротонисан во диакона. В 1959 году состоялась его хиротония во пресвитера. В 1960 году митрополитом митрополитом Серрейским Константином (Менгрелисом) возведён в достоинство архимандрита. С 1962 по 1966 годы был протосинкеллом в городе Митилини.
В апреле 1972 года перешёл в юрисдикцию Александрийского Патриархата и патриархом Александрийским Николаем VI был назначен патриаршим экзархом в России, настоятелем Александрийского подворья в Одессе.
12 декабря 1976 года был хиротонисан во епископа Никопольского.
С 1976 по 1984 год, и повторно с 1988 года был главным редактором печатного органа Александрийской патриархии — журнала «Πάνταινος».
С 1990 года — митрополит Зимбабвийский.
В 1996 году, когда патриарх Александрийский прибыл в его епархию благословить монумент в Булавайо в память первому архиерею на Зимбабвийской кафедре, митрополит Хризостом перенёс инфаркт.
23 сентября 1997 года назначен митрополитом Карфагенским, а также Представителем Александрийского патриархата в Афинах.
22 декабря 2000 года вместе с патриархом Александрийским Петром VII в кафедральном храме Иерусалимской патриархии свв. равноапостольных Константина и Елены присутствовал на отпевании патриарха Иерусалимского Диодора
27 августа 2001 года в Киеве вместе с протоиереем Василием Варвелисом представлял Александрийскую православную церковь на праздновании 950-летия Киево-Печерской Лавры.
15 сентября 2001 года представлял Александрийскую православную церковь на интронизации Патриарха перусалимского Иринея.
20 — 25 января 2004 года сопровождал патриарха Александрийского и всей Африки Петра VII во время его визита в Русскую православную церковь.
11 сентября 2004 года, вместе с делегацией Александрийской православной церкви во главе с патриархом Петром VII, погиб в результате крушения вертолёта над Эгейским морем.
Похоронен 14 сентября того же года в Афинах. Архиепископ Афинский и всея Эллады Христодул, возглавивший церемонию погребения митрополита, охарактеризовал его как человека высокой духовности.